# جيرمين أهيجو
جيرمين أهيجو (11 فبراير 1932 - 20 أبريل 2021) سياسية وممرضة من الكاميرون. كانت زوجة الرئيس الأول للكاميرون أحمدو أهيجو. وهكذا كانت السيدة الأولى للكاميرون من 1960 حتى 1982. توفيت صباح يوم 20 أبريل 2021 عن عمر يناهز 89 عامًا في داكار بالسنغال حيث كانت تعاني من مرض طويل الأمد.

## السيرة الشخصية
ولدت جيرمين حبيبة أهيجو في موكولو عام 1932 لأبوين حواء ويايا بوباوا.
في عام 1942 حصلت على شهادة الدراسة في ياوندي. انضمت لاحقًا إلى كلية البنات في دوالا، وهي اليوم مدرسة نيو بيل الثانوية. في عام 1947 حصلت على منحة دراسية في فرنسا، حيث تخرجت كممرضة حكومية عام 1952 وتخصصت في أمراض المناطق المدارية.
أصبحت صديقة لأحمدو أهيجو في عام 1955 وتزوجا في 17 أغسطس 1956. وأنجبا ثلاث بنات: بابيت وأيساتو وأميناتو. كما أنجبت ابنًا هو دانيال توفيق، قبل زواجها من أهيجو. بعد استقالة زوجها عام 1982 ونتيجة تورطها المفترض في الانقلاب الفاشل عام 1984، استقرت في داكار السنغال، حيث كانت تعيش. توفي زوجها في 30 نوفمبر 1989. وقامت بحملة لإعادة تأهيله رسمياً، بما في ذلك إعادة رماده إلى الكاميرون. توفيت في 19 أبريل 2021 عن عمر يناهز 89 عامًا في داكار السنغال.